# NE555

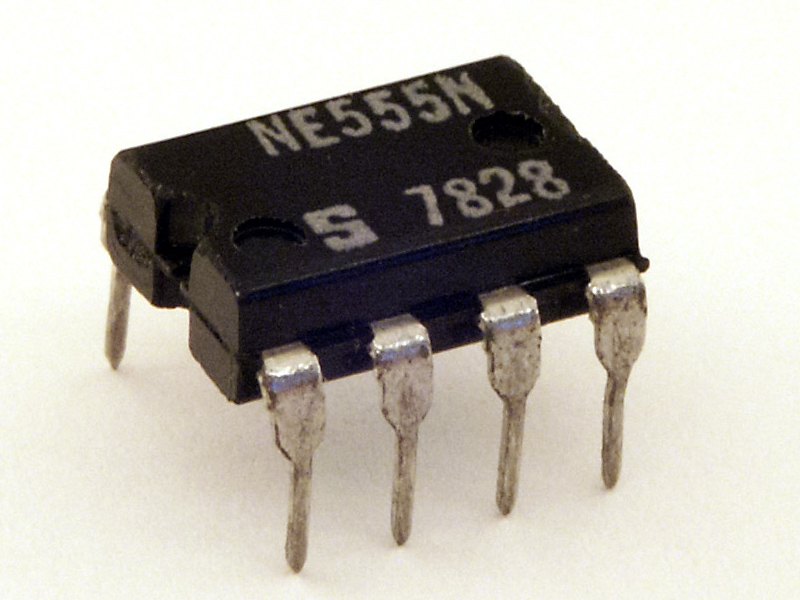
NE555 dans un boitier dual inline

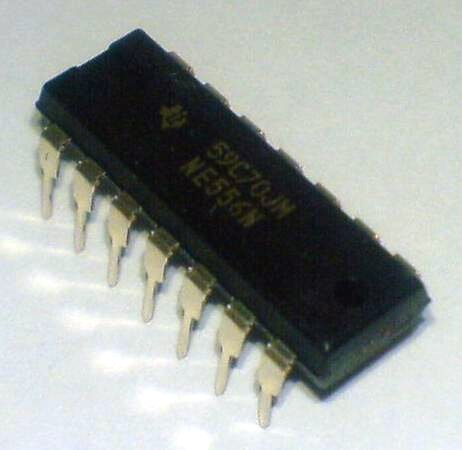
NE556, version double du 555

Le NE555, plus couramment nommé 555, est un circuit intégré utilisé pour la temporisation ou en mode multivibrateur monostable et astable. Le NE555 est créé en 1970 par Hans R. Camenzind et commercialisé en 1972 par Signetics intégrée à NXP Semiconductors en 1975.
En raison de sa facilité d'utilisation, son faible coût et de sa stabilité ce composant, fabriqué à un milliard d'unités[réf. souhaitée], est toujours utilisé de nos jours.
Le NE555 contient 23 transistors, 2 diodes et 16 résistances qui forment 4 éléments : 
- deux amplificateurs opérationnels de type comparateur ;
- une porte logique de type inverseur ;
- et une bascule SET-RESET.

Le NE555 peut fonctionner selon trois modes : monostable, astable ou bistable.

## Historique
Hans R. Camenzind cultivait l'idée de concevoir un circuit intégré permettant de capturer un signal électrique en utilisant une boucle à verrouillage de phase. Il a eu cette idée à l'époque où il travaillait pour la société PR Mallory. Cependant, l'entreprise n'étant pas intéressée par la commercialisation des produits de leurs recherches sous forme de circuits intégrés, Camenzind quitta Mallory pour Signetics. Lors de son entrée à Signetics, il conçut deux circuits intégrés basés sur ce concept qui sont devenus le 565 et le 566. Ces deux composants nécessitaient pour leur fonctionnement un oscillateur simple et stable et peu de composants externes pour les configurer. C'est cet oscillateur qui devint la base du NE555 en lui ajoutant les fonctionnalités d'amorçage et d'arrêt. Signetics commercialisa le 555 en 1971 qui devint rapidement un des circuits intégrés parmi les plus populaires jamais construits.

## Brochage

Symbole schématique du 555.

Le NE555 existe en version double avec l'appellation NE556. La table suivante présente les broches présentes sur la version simple dans un boîtier DIP. Les autres boîtiers utilisent les mêmes noms de broches.
| # | Nom   | Description                                                                                |
| - | ----- | ------------------------------------------------------------------------------------------ |
| 1 | GND   | Masse                                                                                      |
| 2 | TRIG  | Gâchette, amorce la temporisation - Détecte lorsque la tension est inférieure à 1⁄3 de VCC |
| 3 | OUT   | Signal de sortie                                                                           |
| 4 | RESET | Remise à zéro, interruption de la temporisation                                            |
| 5 | CONT  | Accès à la référence interne (2⁄3 de VCC)                                                  |
| 6 | THRES | Déclenche la fin de la temporisation, lorsque la tension atteint 2⁄3 de VCC, en montant    |
| 7 | DISCH | Borne servant à décharger le condensateur de temporisation                                 |
| 8 | VCC   | Tension d'alimentation, généralement entre 5 et 15 V                                       |

« NE555 » est le nom originel du composant proposé par Signetics. De nombreux fabricants ont proposé ce composant avec une compatibilité du brochage, et un préfixe différent. Aujourd'hui les versions CMOS de ce composant (tel que le LMC555) sont le plus souvent utilisées.

## Principe de fonctionnement

Schéma bloc simplifié du NE555.

On peut voir à partir du schéma bloc les différents composants du NE555, soit :
- 2 comparateurs (jaune et orange) ;
- 3 résistances configurées en diviseur de tension. Les deux tensions respectivement de 1⁄3 et 2⁄3 de Vcc servent de références aux comparateurs (vert) ;
- 1 bascule SET-RESET contrôlée par les comparateurs (bleu foncé) ;
- 1 inverseur (rose) ;
- 1 transistor pour décharger le condensateur de temporisation (bleu ciel).

L'opération du 555 suit la logique de fonctionnement du schéma bloc présenté et peut prendre 4 états différents.
- Le signal RESET est à un niveau bas : La bascule est remise à zéro, le transistor de décharge s'active et la sortie reste impérativement à un niveau bas. Aucune autre opération n'est possible.
- Le signal TRIG est inférieur à 1⁄3 de VCC : la bascule est activée (SET) et la sortie est à un niveau haut, le transistor de décharge est désactivé.
- Le signal THRES est supérieur à 2⁄3 de VCC : la bascule est remise à zéro (RESET) et la sortie est à un niveau bas, le transistor de décharge s'active.
- Les signaux THRES et TRIG sont respectivement inférieurs à 2⁄3 de VCC et supérieurs à 1⁄3 de VCC : la bascule conserve son état précédent de même que pour la sortie et le transistor de décharge.

Ces états sont résumés dans le tableau suivant :
| RESET | TRIG     | THRES    | OUT               | DISCH             |
| ----- | -------- | -------- | ----------------- | ----------------- |
| 0     | X        | X        | 0                 | Actif             |
| 1     | <1⁄3 Vcc | X        | 1                 | Inactif           |
| 1     | >1⁄3 Vcc | >2⁄3 Vcc | 0                 | Actif             |
| 1     | >1⁄3 Vcc | <2⁄3 Vcc | Valeur précédente | Valeur précédente |

### Fonctionnement monostable

Diagramme schématique du NE555 en configuration monostable non redéclenchable

L'utilisation du NE555 en configuration monostable permet de générer une impulsion d'une durée définie seulement à l'aide d'une résistance et d'un condensateur comme illustrée dans le schéma ci-contre. Une impulsion est engendrée à la suite de l'application d'un front descendant à l'entrée du circuit (TRIG), le graphique ci-dessous présente les formes d'ondes résultantes.
Immédiatement après l'application du front descendant la bascule interne est activée ainsi que la sortie. Du même coup, le transistor de décharge est désactivé permettant au condensateur C de se charger à travers la résistance R. La forme d'onde aux bornes du condensateur est celle d'un circuit de premier ordre RC face à un échelon de tension, c'est-à-dire une exponentielle croissante. Lorsque cette exponentielle atteint une valeur égale à deux tiers de la tension d'alimentation Vcc, la bascule interne est désactivée ramenant la sortie et le condensateur à zéro. La durée de l'impulsion {\displaystyle t_{w}} est donnée par la formule suivante :
{\displaystyle t_{w}=1,1\times R\times C}
On trouve également le schéma du 555 en monostable redéclenchable, qui est à l'identique excepté la pin 4 Reset reliée au trigger : à chaque impulsion d'entrée le timer est réinitialisé même si l'impulsion précédente n'est pas terminée.

### Fonctionnement astable

Diagramme schématique du NE555 en configuration astable

La configuration astable permet d'utiliser le NE555 comme oscillateur. Deux résistances et un condensateur permettent de modifier la fréquence d'oscillations ainsi que le rapport cyclique. L'arrangement des composants est tel que présenté par le schéma ci-contre. Dans cette configuration, la bascule est réinitialisée automatiquement à chaque cycle générant un train d'impulsion perpétuelle comme ci-dessous.
Une oscillation complète est effectuée lorsque le condensateur se charge de 1⁄3 de Vcc jusqu'à 2⁄3 de Vcc. Lors de la charge, les résistances {\displaystyle R_{a}} et {\displaystyle R_{b}} sont en série avec le condensateur, mais la décharge s'effectue à travers {\displaystyle R_{b}} seulement. C'est de cette façon que le rapport cyclique peut être modifié. La fréquence d'oscillations {\displaystyle f} ainsi que le rapport cyclique {\displaystyle \alpha } suivent les relations suivantes :
{\displaystyle f={\frac {1.44}{(R_{a}+2R_{b})C}}}  ;   {\displaystyle \alpha ={\frac {R_{a}+R_{b}}{(R_{a}+2R_{b})}}}
On peut en déduire:

{\displaystyle R_{a}={\frac {1.44(2\alpha -1)}{fC}}}  ;     {\displaystyle R_{b}={\frac {1.44(1-\alpha )}{fC}}}

## Applications
Le circuit 555 est encore utilisé dans le milieu de l'éducation. On le trouve également dans des montages simples nécessitant peu de composants et une conception rapide (clignotement de LED, mesure de température, systèmes de comptage).
Il est tellement connu qu'un concours lui est dédié.

## Les variantes du NE555
Il existe plusieurs versions de ce circuit intégré. Le circuit ICM7555 est un NE555 modifié. Ce circuit comporte non pas des transistors bipolaires mais des transistors à effet de champ à grille isolée. De ce fait, en plus de consommer très peu de courant sa tension de fonctionnement est étendue (entre 2 V et 18 V). Par ailleurs le courant d'entrée des détecteurs de tensions est de l'ordre du pico ampère. Ce modèle en particulier est adapté pour des temporisateurs de précision alimentés en très basse tension. D'autres modèles ont des caractéristiques différentes encore. Certains peuvent osciller jusqu'à plusieurs MHz, d'autres peuvent fonctionner à des tensions très faibles (à partir de 1 V pour certains modèles). Cependant, ces circuits-là sont bien plus coûteux que le NE555 standard et sont produits à moindre échelle. C'est pourquoi ils sont moins  accessibles au grand public.

## Circuits intégrés équivalents
Il existe plusieurs dérivés du circuit, entre autres :
- Bipolaire
  - MC1455[9]
  - NA555[10]
  - SA555[10]
  - SE555[10]
  - XTR655[11]
- MOSFET
  - ICM7555
  - LMC555[5]
  - TLC555